# 罗田县第一中学
罗田县第一中学，简称罗田一中，位于中国湖北省罗田县凤山脚下，面向全省招生，是一所全日制高级中学。学校创建于1939年，是湖北省重点中学。